# Cremastocheilus saucius
Cremastocheilus saucius är en skalbaggsart som beskrevs av Leconte 1858. Cremastocheilus saucius ingår i släktet Cremastocheilus och familjen Cetoniidae. Inga underarter finns listade i Catalogue of Life.